# MJ & Friends Concert
MJ & Friends Concert var två konserter anordnade av artisten och dansaren Michael Jackson under sommaren 1999 för att samla ihop pengar till drabbade barn i kriget i Kosovo. Låtlistan bestod till största delen av flera stora hits bl.a. från albumet HIStory. Många av låtarna var dessutom nerkortade och ihopsatta mer som ett Medley. Michael hade även bjudit in gästartister till konserten såsom Luciano Pavarotti, Elizabeth Taylor, gitarristen Slash och Mariah Carey. Båda konserterna filmades live och spred sig sedan över internet.

## Konserter
25 juni - Seoul, Sydkorea 

27 juni - München, Tyskland

## Låtlista
- "Intro"
- Medley (Don't Stop 'Til You Get Enough/The Way You Make Me Feel/Scream/Black or White)
- Billie Jean
- Dangerous
- Earth Song
- You are not alone